# Live at the Talk of the Town
Albums de Stevie Wonder
Stevie Wonder Live
(1970) Signed, Sealed and Delivered
(1970)
Live at the Talk of the Town est un album live de Stevie Wonder sorti en 1970 auprès du label Tamla (Motown).  
Enregistré au Talk of the Town, un nightclub de Westminster connu aujourd'hui sous le nom d'Hippodrome (en) à Londres, ce troisième album live est le follow-up de Stevie Wonder Live sorti la même année. 
Stevie Wonder y présente Signed, Sealed, Delivered I'm Yours, dernière piste de l'album, introduisant son prochain album studio, Signed, Sealed and Delivered.

## Liste des pistes
L'album sort en octobre 1970 chez Tamla (référence STML 11164).
| 1. | Pretty World                | Antonio Adolfo, Alan Bergman, Marilyn Bergman (en), Tiberio Gaspar | 3:34        |
| 2. | Never Had a Dream Come True | Henry Cosby, Sylvia Moy, Stevie Wonder                             | 3:41        |
| 3. | Shoo-Be-Doo-Be-Doo-Da-Day   | Henry Cosby, Sylvia Moy, Stevie Wonder                             | 4:52        |
| 4. | My Cherie Amour             | Henry Cosby, Sylvia Moy, Stevie Wonder                             | 3:14        |
| 5. | Alfie / Drum Solo           | Burt Bacharach, Hal David                                          | 5:05 / 4:23 |

| Face B | Face B                              | Face B                                                             | Face B | Face B | Face B | Face B | Face B | Face B | Face B |
| No     | Titre                               | Auteur                                                             | Durée  |        |        |        |        |        |        |
| ------ | ----------------------------------- | ------------------------------------------------------------------ | ------ | ------ | ------ | ------ | ------ | ------ | ------ |
| 6.     | Bridge over Troubled Water          | Paul Simon                                                         | 8:32   |        |        |        |        |        |        |
| 7.     | I Was Made to Love Her              | Henry Cosby, Sylvia Moy, Stevie Wonder, Lula Mae Hardaway          | 5:29   |        |        |        |        |        |        |
| 8.     | Yester-Me, Yester-You, Yesterday    | Ron Miller, Bryan Wells                                            | 2:56   |        |        |        |        |        |        |
| 9.     | For Once In My Life                 | Ron Miller, Orlando Murden                                         | 3:56   |        |        |        |        |        |        |
| 10.    | Signed, Sealed, Delivered I'm Yours | Stevie Wonder, Lula Mae Hardaway, Lee Garrett (en), Syreeta Wright | 5:23   |        |        |        |        |        |        |
| 53:06  |                                     |                                                                    |        |        |        |        |        |        |        |

## Personnel
- Stevie Wonder : voix, clavinet, piano, harmonica, batterie, bongos
- Bill Jones : guitare[3]
- Michael Henderson : basse[3]
- Harvey Mason : batterie[3]
- Madeline Bell (en), P. P. Arnold, Syreeta Wright : chœurs[3]

## Réception
Pour Steve Kurutz (AllMusic), "Stevie Wonder n'a pas encore 21 ans mais assume complètement son rôle créatif au sein de la Motown".